# Henry Zambrano
Henry Zambrano Sandoval (Soledad, 7 agosto 1973) è un ex calciatore colombiano, di ruolo attaccante.

## Caratteristiche tecniche
Giocava come attaccante.

## Carriera

### Club
A livello di club debuttò con l'Independiente Medellín guidata da Luis Augusto García nel Fútbol Profesional Colombiano, il campionato di prima divisione nazionale, segnando 16 reti alla sua prima stagione e guadagnandosi pertanto il trasferimento all'América de Cali. Nella squadra dalla maglia rossa si mantenne sui livelli del campionato scorso, e nel 1998 l'Atlético Nacional di Medellín acquistò il giocatore: la squadra di Luis Fernando Suárez vinse il titolo l'anno seguente, grazie anche alle reti di Zambrano.
In occasione dell'imminente inizio della Major League Soccer 1999, i MetroStars si aggiudicarono l'attaccante, che uscì dunque per la prima volta dalla sua patria per militare in un campionato straniero. Dopo un campionato che vide Zambrano mettere a referto tre marcature, il calciatore passò ai Colorado Rapids, con i quali disputò la Major League Soccer 2000. Nel 2001 tornò in patria, all'Atlético Junior di Barranquilla prima e al Millonarios poi, riuscendo a totalizzare cinque reti in due stagioni; fu poi la volta di un trasferimento al D.C. United, che si concluse con sole cinque presenze e una rete. Tornato nuovamente in patria, vi rimase fino al termine della carriera, se si eccettua un'esperienza in Cile con il La Serena.

### Nazionale
Ha giocato con le selezioni Under-17 e Under-20 della Colombia, partecipando a due mondiali di categoria; durante il campionato del mondo Under-20 1993 fu premiato con la Scarpa d'oro come miglior marcatore della competizione: nonostante avesse segnato lo stesso numero di reti di altri cinque giocatori, la FIFA assegnò tale premio solo a lui.
Dopo aver fatto parte dei settori giovanili della Nazionale, ottenne la prima presenza nella selezione maggiore nel 1994 sotto la guida di Francisco Maturana; fu successivamente Javier Álvarez a reintegrarlo nei ranghi dei Cafeteros, includendolo nella lista dei convocati per la Copa América 1999. Dopo tale esperienza, non ha più vestito la maglia della Colombia.

## Palmarès

### Club
- Campionato colombiano: 1

Atlético Nacional: 1999

### Individuale
- Scarpa d'oro del campionato del mondo Under-20: 1

Australia 1993 (3 gol)